# Добромир (коммуна)
Добромир (рум. Dobromir) — коммуна в восточной Румынии, жудец Констанца.

## Демография
Этнический состав коммуны
 Турки (56,71 %) Румыны (26,86 %) Остальные (16,43 %)
Религиозный состав коммуны
 Мусульмане (56,71 %) Православные (26,8 %) Остальные (16,49 %)
По данным переписи 2021 года, население коммуны Добромир составляет 3317 жителей, увеличившись по сравнению с предыдущей переписью 2011 года, когда было зарегистрировано 3031 житель. Большинство жителей — турки (56,71 %), меньшинство — румыны (26,86 %), а этническая принадлежность 16,31 % неизвестна. С религиозной точки зрения большинство жителей — мусульмане (56,71 %), меньшинство — православные (26,8 %), а для 16,46 % религиозная принадлежность неизвестна.

## Политические партии

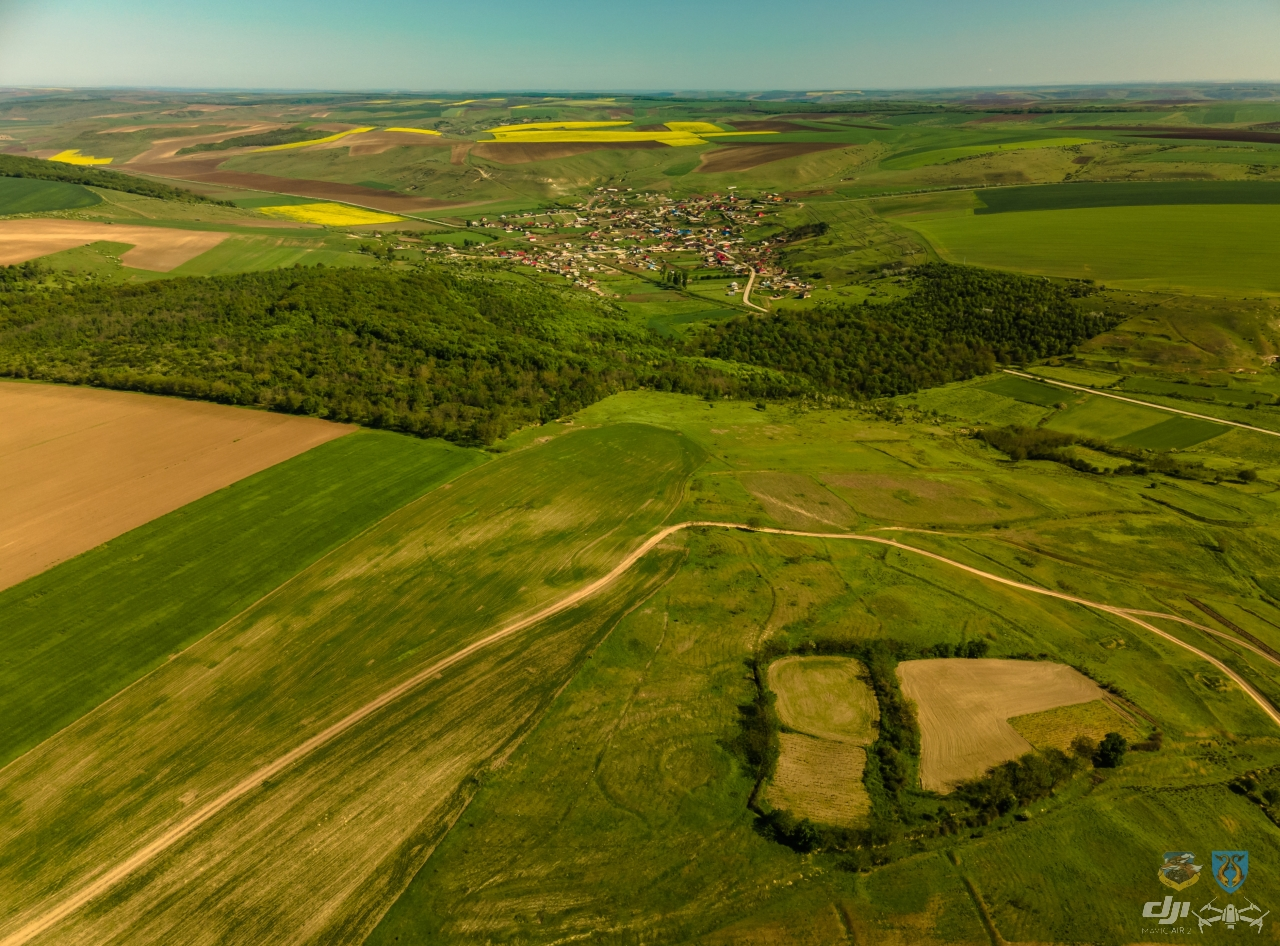
Вэлень, вид с птичьего полёта

Коммуной Добромир управляют мэр и местный совет, состоящий из 13 советников. Мэр Висел Юсейн от Социал-демократической партии занимает должность с 2016 года.